# Тараканы!
«Тараканы!» (ранее «Четыре таракана») — российская панк-рок-группа из Москвы основанная в 1991 году. За историю существования группы в её составе сменилось множество участников: помимо её лидера Дмитрия Спирина, наиболее старым из них, остававшимся в группе до прекращения её существования, являлся барабанщик — Сергей Прокофьев (в составе с 1998 года). В последнем составе «Тараканов!» также играл бас-гитарист Александр Пронин (сменил Николая Богданова и вошёл в состав группы в 2012 году) и гитарист Игорь Рыбин (в составе с 2019 года).
Первые 6 лет группа выступала под названием «Четыре таракана» и выпустила три альбома: Duty Free Songs, Best Before… и Украл? Выпил?! В тюрьму!!!. В 1997 году после расставания с основателем Денисом Рубановым музыканты меняют название на «Тараканы!».
6 апреля 2022 года Дмитрий Спирин объявил о прекращении деятельности группы.

## История

### «Кутузовский проспект»
Примерно в 1989 году одноклассники Денис Рубанов и Александр Потапов, ещё будучи школьниками, решили основать рок-группу. Рубанов играл на бас-гитаре, но после травмы руки за бас-гитару взялся Потапов, а Рубанов занял место барабанщика. Дмитрий Воробьёв присоединился к группе третьим, его пригласили, потому что у него была гитара и он умел на ней играть. Последним к группе в качестве вокалиста присоединился Юрий Ленин. Первые репетиции группа проводила в комнате Потапова, у него дома. Позже друзья узнали, что в районе где они жили есть «кружок под названием „Рок-группа“», там было настоящее музыкальное оборудование и они начали заниматься музыкой в этом месте. Участники группы жили в районе Кутузовского проспекта, потому было решено так и назвать группу. Первое выступление группы «Кутузовский проспект» состоялось в Доме пионеров. Они принесло группе локальную известность, и сразу после этого музыканты в первый раз услышали группу Sex Pistols. Это было поворотным моментом для группы, Ленин и Потапов захотели исполнять песни на английском, а Рубанов и Воробьёв на русском. Спустя несколько месяцев состав группы начал часто меняться, вокалистом стал Дмитрий Воробьёв. Также, в группе в то время был ритм-гитарист Дмитрий Пронин. Однажды ребята из «Кутузовского проспекта» увидели в «Рок-группе» репетицию другой начинающей группы, которая называлась «Аббат». Когда из «Кутузовского проспекта» ушёл Потапов и им понадобился новый басист, то они позвали его из «Аббата». Новым бас-гитаристом группы стал Дмитрий Спирин. Далее группа начала собираться для репетиций в подвале дома, в котором жил Рубанов, чтобы привести помещение в подобающий вид они своими силами провели там косметический ремонт. Дмитрий Пронин покинул группу из за давления со стороны родителей.
Когда Юрию Ленину пришла повестка в военкомат, на обследовании он рассказал, что у него периодически случаются обмороки. После этого его отправили в неврологическое отделение больницы № 51. В больнице он со своими ровесниками развлекался, катаясь по ночам на инвалидных колясках. Именно тогда он придумал и записал текст песни «Четыре таракана». Далее у группы состоялось прослушивание на «Фестиваль надежд», которое проходило в Московской Рок-лаборатории. Член жюри Руслан Ступин, гитарист группы «НАИВ», говорил: «„Четыре таракана“ играли британский панк-рок образца середины семидесятых. Очень сыро, но очень нагло». Там же начальство рок-лаборатории предложило группе сменить название на более необычное, например «Четыре таракана».

### «Четыре таракана»
На прослушивании Ленин выступал вокалистом, а когда группа уже выступала на самом «Фестивале надежд», он ещё играл и на гитаре. По воспоминаниям Воробьёва, две гитары не везде удачно сочетались и вообще концертом он остался недоволен. Но выступление группы имело успех — когда они спускались за сцену, их «радостно встречали» музыканты групп «Ногу свело!» и «НАИВ». По словам Спирина, выступление прошло удачно ещё и потому, что больше никто на фестивале «не играл панк-рок». Спустя какое то время с группой связался менеджер «НАИВа» и попросил разрешения вместе с ними посещать их репетиционную базу, так как на своей они по какой-то причине оставаться больше не могли. «С появлением группы „НАИВ“ в нашу жизнь пришли и наркотики», — вспоминал Спирин. «Их барабанщик Миша Полещук… был готов вдохнуть, вколоть, съесть и любым другим способом потребить в себя всё, что могло торкнуть». Полещук был первым человеком, который предложил Спирину накуриться. Тогда Дмитрий отказался из-за боязни стать наркоманом, но позже попробовал. Вместе с ним курить наркотики стал Денис Рубанов, который рассказывал, что именно Дмитрий Спирин подсадил его на наркотики, а у Ленина их поведение стало вызывать отторжение. Позже на их репетиционной базе часто стали заниматься такие группы как «Ногу свело!», «Монгол Шуудан» и другие. Воробьёв рассказывал, что именно там он впервые услышал песню «Хару Мамбуру».
В 1992 году из-за проблем с наркотиками других участников, Юрий Ленин покинул группу. На смену ему в группу пришёл Денис Петухов, сын дирижёра Александра Петухова, он стал новым вокалистом. Участники группы вспоминали, что он был идеальным кандидатом на роль «лица группы»: он стильно одевался, отлично выглядел на сцене, у него был хороший музыкальный вкус и «феерическое чувство юмора», он разбирался в том как записывать музыку и умел хорошо играть на фортепиано. В это же время Спирин познакомился с наркоторговцем из Таджикистана, которого звали Фарух, с друзьями купил у него первую партию и «уже на следующий день стали распространять среди своей тусовки». Тем не менее в этот период группа активно записывала материал для своего первого альбома, и практически всё время участники проводили на репетиционной базе. Параллельно с репетициями они много выступали, стараясь появиться на любом концерте, который подворачивался.
В 1992 году вышел первый альбом группы Duty Free Songs. Саунд-продюсером альбома выступил Михаил Полещук.

### Ранние годы (1991—1997)
С первой демозаписью Crazy Boys (распространялась через подпольную сеть копирования записей, официально не выпущена до сих пор) в 1991 году группа становится частью «Московской рок-лаборатории».
В 1992 выходит дебютный альбом Duty Free Songs с песнями на английском и русском языках и новым вокалистом, Денисом Петуховым. На стиль и звучания группы в то время оказывали влияние Sex Pistols, Ramones, The Clash. Тексты песен в основном касались уличной панк-романтики, алкоголя, наркотиков, секса и тусовок.
Звук густой, порой немного металлизированный (Time Has Passed), порой мейнстримовый (Home Sweet Home); очень приятно звучит пианино. 5 из 11 вещей — на английском… Иногда песни монотонные («Четыре таракана»), иногда как следует мелодичные («Крыса»).
Журнал FUZZ, 1997
Альбом Duty Free Songs был выпущен музыкантами самостоятельно и распространялся на кассетах.
В 1995 году группа записывает альбом Best Before полностью на английском языке. Вместо ушедшего из группы Дениса Петухова вокалистом становится Дмитрий Спирин. На звучание альбома и стилистику сочинения песен повлияли такие группы, как Ramones, Buzzcocks, Generation X. Песня Farewell Majority проигрывается в специальных программах рок-радиостанции Maximum, а клип на песню Don’t Come попадает в некоторые музыкальные программы на ТВ. В это же время первые рецензии на записи «Четырёх тараканов» появляются в крупных американских панк-зинах, а развёрнутое интервью — в Maximumrocknroll.

### Feelee
В период с 1995 по 1997 год «Четыре таракана» регулярно выступают в клубах Москвы и Санкт-Петербурга, чем привлекают внимание фирмы грамзаписи Feelee. В 1997 году «Четыре таракана» выпускают свой первый альбом на Feelee Records «Украл? Выпил?! В тюрьму!!!». Музыкальная стилистика несколько меняется: влияние классического звука Ramones перемешано с более актуальным на тот момент звуком ранних записей Green Day и групп с Lookout! Records.
Альбом записан специально для тех твердолобых скептиков, которые все ещё убеждены в том, что и рок-н-ролл мертв, и панк давно dead. Традиционный отвяз, энергетика, веселье, вкус, запах. Все треки как на подбор.
Журнал «ОМ», 1998
Две песни с альбома («Дурная башка» и «Непогода»), становятся хитами на радио Maximum, что позволило группе увеличить количество поклонников, расширить географию выступлений и выступить на нескольких крупных рок- и панк-фестивалях, в том числе деля сцену The Toy Dolls, The Stranglers, The Exploited, Rage Against the Machine.
Сразу после релиза альбома «Украл? Выпил?! В тюрьму!!!» группа «Четыре таракана» меняет своё название на «Тараканы!».
В конце 1998 года «Тараканы!» выпустили альбом «Посадки нет», включающий 16 песен на русском языке, а также кавер-версию на песню Personal Jesus, которая попадает на первый российский трибьют Depeche Mode «Депеша для Depeche Mode». В поддержку альбома выходит сразу три видеоклипа на песни Personal Jesus, «Панк-рок песня» и «Поезд в сторону Арбатской», которые транслируются на открывшемся за месяц до релиза телеканале «MTV Россия».
«Тараканы!» играют позитивный панк-рок ей-богу не хуже своих калифорнийских коллег типа Green Day, NOFX и т. п. Вдохновленные Ramones, они добивались правильного панковского звука с помощью старых ламповых усилителей и делали запись почти вживую. К тому же подбавили точную дозу регги и ска, как это за океаном делают Rancid. У Сида, фронтмена группы, есть настоящий голосище и в своем пении он чуть-чуть поддает какого-то шикарного оттенка из старой американской эстрады.
Андрей Бухарин, Журнал «ОМ», 1999
В 1999 году «Тараканы!» выпускают первый концертный альбом под названием «Это жизнь: официальный бутлег».
Начиная с 1999 года «Тараканы!» проводят панк-фестивали под названием «Типа панки… и всё такое!», а также выпускают одноимённые сборники на аудиокассетах и компакт-дисках. Название являлось отсылкой к фразам персонажей популярного мультсериала «Бивис и Баттхед». Заявку на участие могли подать не только панк-группы, но группы смежных или близких жанров: поп-панк, ска-панк, хардкор. «Типа панки…» стали стартовой площадкой для многих групп, некоторые из которых существуют и по сей день, «Червона Рутта», «Смех», «Ландыши», «Приключения Электроников», «Шлюз» и других.
Зимой 2000 года «Тараканы!» едут в свой первый европейский тур, на нескольких концертах разогревая Monsters, а через несколько месяцев выпускают очередной альбом. «Попкорм (Мы научили мир сосать)» становится одним из первых поп-панк альбомов в России. Песня «365 дней» попадает в «Чартову дюжину», а её видеоклип появляется в эфире MTV.
«Тараканы!» с каждым альбомом всё больше двигаются от панка московского к калифорнийскому, в духе Green Day или Rancid… Гораздо интереснее слушать, как «Тараканы!» жонглируют стилями: на жизнерадостную панк-основу накладывается то ска, то регги, то кантри… Не удивлюсь, если лет через пять Сид займется тувинским горловым пением. Хотя вокал у него и без того правильный — голосит что твой Синатра.
Журнал «Афиша», 2000
18 марта 2000 года группа принимала участие в панк-рэп-фестивале «Бит Битва», место проведения которого (Дворец спорта «Динамо» в Москве) атаковали несколько сотен наци-скинхэдов. Музыканты группы подверглись нападению, в результате драки двое музыкантов получили травмы.
В начале 2001 года «Тараканы!» отметили 10-летний юбилей. Feelee Records переиздали весь бэк-каталог группы, а также выпустили первый сборник лучшего.
В конце 2001 года «Тараканы!» выпускают в России сплит-альбом с японской группой SOBUT «Punk This Town / Реальный панк?».
Весной 2002 года выходит шестой студийный альбом «Страх и ненависть». Песня «Я смотрю на них» становится одним из главных хитов группы, она попадает в рок-радио чарты, где находится в первой тройке в течение 16 недель. В 2013 году песня «Я смотрю на них» заняла 55 место среди 500 лучших российских рок-хитов по версии радиостанции «Наше радио». В поддержку альбома «Страх и ненависть» был организован первый всероссийский тур, проходивший от восточной до западной границы страны, продолжившийся выступлениями в Японии. Выступления прошли в Токио, Осаке и Нагое, при участии групп SOBUT, Assfort, Samurai Attack. Японский лейбл Old Blood Records, выпустил альбом «Страх и ненависть» в Японии.
На этом альбоме музыкальный стиль «Тараканов!» трансформировался в сторону скоростного мелодичного калифорнийского панк-рока. В текстах песен группа касается засилия радиоформатной музыки, промывания мозгов, социальных вопросов, проблем самоидентификации, «продажности» в панк-роке, при этом не изменяет своему привычному юмору.
Новая пластинка, при ином стечении обстоятельств, запросто могла бы появиться в каталогах Epitaph… «Тараканы!» записали действительно отличный коммерческий панк-альбом. В хорошем смысле слова… Короче, что ни вещь — то хит
Еженедельник «Музыкальная газета», 2002
В том же 2002 году выходит специальный сборник «Лучшее. Враг хорошего», включающий старые песни в новых аранжировках, а также одну ранее неизданную песню.
В начале 2003 года «Тараканы!» отмечают своё 12-летие на сцене московской рок-площадки ДК им. Горбунова, поставив два рекорда: собрав более 2500 человек и сыграв сет из 45 песен.
Весной 2003 года «Тараканы!» на несколько концертов в России вступают в коллаборацию с легендарным барабанщиком Ramones Марки Рамоуном под названием Marky Ramone & The Pinhead Army.

### АиБ
Осенью 2003 года на новом лейбле «АиБ Records» «Тараканы!» выпускают альбом «Улица Свободы». Концерт-презентация снова проходит в ДК им. Горбунова в присутствии более, чем 2500 человек. Выступление записывалось на аудио и снималось на видео, результатом чего явился релиз концертного альбома и первого DVD группы «А мы уже рубим!». «Улица Свободы» наполнена скоростными, мощными треками о свободе, выборе, равенстве. Песни направлены против нетерпимости, национализма и равнодушия.
«Улица Свободы» могла, должна, да просто обязана была стать именно такой — резкой, мощной, злой, яростной, бескомпромиссной и ненадуманной. Это музыка для тех, кто способен не только констатировать недостатки окружающей действительности и свои собственные, но и делать попытки что-либо изменить, изменить себя, а это уже многого стоит. Пластинка для тех, кто не хочет оставаться равнодушным, не желает мириться с собственными недостатками, не боится быть непонятым… «Улица Свободы» — не только бодрящая и вселяющая здоровую злость музыка для мозгов и души, но и совершенно цельный альбом, полный рок-мелодий, радующих слух, записанный жестко, жирно и мощно…
Журнал Rockmusic.ru, 2003
На две песни с этого альбома сняты видеоклипы. «Границы гетто» являются режиссёрской и актёрской работой Владимира Епифанцева. «Гимн демократической молодёжи мира» смонтирован из хроники японского тура. Оба клипа вскоре появились в эфире альтернативного музыкального телеканала A-One.
Идеологическим продолжением альбома «Улица Свободы» в 2004 году становится пластинка «Ракеты из России».
Один из синглов с альбома, «Тишина — это смерть», снова попадает в тройку лучших в рок-чартах, клип на песню показывают на MTV Russia и A-One.
В том же году оба альбома издаются в Европе швейцарским лейблом Zurich Chainsaw Records под названиями Freedom Street и Rockets from Russia, и включают как оригинальные версии песен на русском языке, так и адаптированные варианты на английском и немецком языках.
В 2004 «Тараканы!» становятся инициаторами выпуска серии аудио-сборников «Высшая школа панка», целью которого стало знакомство публики с музыкой панк-групп, не пользующихся в России широкой популярностью.
«Тараканы!» стали соорганизаторами концерта-презентации интернационального релиза этого сборника. Концерт прошёл на МСА «Лужники», западным хедлайнером были Misfits. Этот фестиваль стал самым масштабным российским панк-рок концертом на тот момент.
Зимой 2005 года «Тараканы!» отправляются с Марки Рамоуном в совместный европейский Ramones Night Tour. Концерты тура прошли в Германии, Швейцарии, Италии, Швеции, Дании, Чехии, Австрии и Голландии, включая выступления с такими группами как Manges, Peawees, Moped Lads. В том же 2005 году «Тараканы!» впервые выступали в Финляндии, в том числе на фестивале Ilosaarirock, деля сцену с Backyard Babies, Agnostic Front, Skatalites, MC5 и другими.
В конце 2005 года «Тараканы!» выпускают совместный альбом с новой группой экс-участников SOBUT (Япония) — Scream of the Presidents, а в начале 2006 года — ещё один сплит-альбом, на этот раз с ветеранами российской ска-панк сцены, Distemper. Сразу за российским релизом этого альбома последовал релиз в Европе, на An’na Nadel Records. Альбом включает по 6 оригинальных песен одной группы, переигранных другой, и одну совместную песню — If the Kids Are United, кавер-версию хита Sham 69.
На альбоме 2006 года «Властелины Вселенной» группа несколько изменила свой уже привычный звук, начав ориентироваться на панк-н-ролл. Сразу 4 песни с новой пластинки попадают в чарты российского рок-радио.
Процент «взрослого рока» в «тараканьей» музыке вот-вот превысит процент бесшабашного панка; как следствие, стало меньше пустого веселья и больше лирики.Журнал Rolling Stone, 2006
В 2007 году «Тараканы!» отмечают своё 15-летие двумя концертами в клуб «Точка», запись и съёмка которых легли в основу двойного CD+DVD комбо «Крепкие зубы и острые когти». В том же году «Тараканы!» проводят эксперимент над собственным творчеством. В рамках проекта Unplugged Unlimited группа расширяет концертный состав, приглашает бэк-вокалисток, духовую секцию, кардинально меняет аранжировки своих старых песен, исполняя их в нетипичных для себя жанрах: босса-нова, сёрф, румба. Проект воплощается в одноимённый альбом.
Специально для проекта Unplugged Unlimited рэпер Noize MC написал дополнительный текст к песне «Властелины Вселенной», в котором описал переживания от лица упёртого панка, который с трудом переваривает само идею совместной песни «Тараканов!» и рэпера.
Когда мы предложили Ване написать и прочитать какой-нибудь текст для новой версии нашей старой песни «Властелины Вселенной», я никак не ожидал, что он разовьёт именно эту тему. Я преклоняюсь перед этим чуваком — он абсолютно чётко просчитал кучу смыслов этого текста. Он простебал меня, но сделал это именно для чтобы опередить ту часть наших слушателей, которая наверняка сказала бы то же, что и он, только в гораздо менее талантливой форме!
Журнал BRAVO № 4/09, 28 января 2009
Концертная версия «Властелинов Вселенной» при участии Noize MC была совершенно другой, продолжающей основную тему оригинального текста.
Примерно в это же время группа появляется в двух эпизодах сериала «Счастливы вместе» в роли самих себя.
Летом 2008 года «Тараканы!» выступают в качестве саппорт-группы на первом и единственном московском концерте Sex Pistols, а ещё через полгода выпускают EP «Сколько денег у Бога?».

### 2009—2022
Альбом «Бой до дыр» выходит в ноябре 2009 года. Песня из этого альбома «То, что не убивает тебя» приносит группе новый успех на радио.
У музыкантов получилась на удивление зрелая, честная и самоироничная пластинка, подкупающая своей простотой и лишенная какого бы то ни было пафоса. Немножко социальной тематики, немного романтики и много рок‑н-ролльного образа жизни, обо всех прелестях и тяготах которого Сид знает не понаслышке. Словом, «Тараканы!» записали свой самый цельный и в то же время разноплановый альбом, где нашлось место и для зубодробительного хардкора («Выход в город»), и для серфа («Алмазы и истребители»), и для панк-баллад в духе поздних Social Distortion («То, что не убивает тебя»).
Журнал Rolling Stone, 2009
В период с 2010 по 2012 год «Тараканы!» выпускают несколько интернет EP. На одном из них выходит песня «В день, когда я сдался», которую группа записывает совместно с лидером белорусской группы «Ляпис Трубецкой», Сергеем Михалком. На другом — трек под названием «Собачье сердце», пронзительный клип на который привлекает внимание в проблеме гуманного отношения к бездомным.
Летом 2010 года, во время сета группы на фестивале «Торнадо» в городе Миасс, на территорию фестиваля ворвалась вооружённая бандитская группировка, начавшая избивать зрителей и стрелять в сторону сцены из огнестрельного и травматического оружия. Этот эпизод вызвал серьёзный резонанс в российских медиа, а последовавший судебный процесс длился несколько лет.
Весной 2011 «Тараканы!» отметили своё 20-летие в московском клубе Arena Moscow (3500 зрителей), снова гастролировали по Европе совместно с французской группой Tagada Jones, выступив также с Oi Polloi, Street Dogs, The Mahones на фестивале Zikenstock.
В 2011 после подписания музыкантами группы открытого письма в поддержку политических заключённых в Беларуси, группа попала в так называемый «чёрный список» артистов, концерты которых (и упоминания в медиа) запрещены на территории страны, после чего сразу был отменён планировавшийся тур по Беларуси. Группа вернулась туда с концертами лишь через три года, сначала с пробным, «подпольным» концертом, затем — с полномасштабным.
На фестивале Kubana-2012 «Тараканы!» открыто выступили со сцены в поддержку Pussy Riot, после чего их сет был прекращён организаторами. Также в поддержку Pussy Riot интернет-компиляция группы 2012 года была названа «Release!» и снабжена соответствующей обложкой.
В 2013 году на Feelee Records вышли две части двойного альбома MAXIMUMHAPPY. Среди специальных гостей альбома: Крис Баркер (Anti-Flag), Йотам Бен Хорин (Useless ID), Родриго Гонзалез (Die Ärzte), Фрэнк Тёрнер. Впервые «Тараканы!» попадают на 1 место российского рок-радио чарта «Чартова дюжина» с песней «Пять слов» при участии Лусинэ Геворкян из группы Louna. Трек в течение 20 недель не покидал чарт, что позволило ему занять 1 место по итогам 2013 года. Также 1 места достигает ещё одна песня — совместный трек с рэп-группой Anacondaz «Самый счастливый человек на Земле». Видеоклипа на обе эти песни набрали более чем по 1 миллиону просмотров на YouTube. Группа снимает ещё несколько клипов на треки с MAXIMUMHAPPY, в том числе и концертное видео совместно с Крисом Баркером (Anti Flag) на песню «Бог и полиция».
Следом за дилогией MAXIMUMHAPPY вышел концертный альбом MAXIMUMHAPPYLIVE, включающий в себя все песни с обеих частей студийного релиза, исполненные живьём.
В начале января 2014 года панк-лейбл из Лос-Анджелеса Punk Outlaw Records выпускает первый американский релиз группы Russian Democrazy. Альбом включает в себя 6 новых англоязычных песен и компиляцию ранних треков на английском языке.
В 2015 году «Тараканы!» оказываются вовлечёнными в скандал, связанный с выставкой военной техники и всеобщей милитаризацией главного российского рок-опен эйр фестиваля «Нашествие». Группа выступила с сетом антивоенных песен, а между песен обращалась к публике с миротворческими посланиями.
Если бы те, кто привёл на это поле танки, хотели мира, они бы развесили рядом с ними окровавленные бинты, кишки, мозги, слёзы матерей, выкопали бы братские могилы. Чтобы мы могли поточнее понять, что делает оружие.
Дмитрий Спирин, 5 июля 2015
В результате позиция группы была подвергнута жёсткой критике не только организаторами фестиваля, но и наиболее реакционно настроенными зрителями.
Весной 2016 года четырьмя концертами в одном из самых больших клубов Москвы YOTASPACE «Тараканы!» отметили своё 25-летие, собрав в сумме около 8000 зрителей. Ещё два концерта прошли в Санкт-Петербурге, в клубе «Аврора» (4000 зрителей). Последовавший затем тур включал в себя более 40 концертов в России и Беларуси.
Вышедший в начале 2017 года на лейбле Soyuz Music тройной комбо-релиз «Larger Than… Live!» включил в себя два аудио-диска и один DVD с материалом московских концертов, включая треки с гостями из групп Siberian Meat Grinder, Distemper, Louna, Lumen и многими другими.
Альбом «Сила одного» вышел в ноябре 2016 года на лейбле Soyuz Music. На 2018 год запланирован его мировой релиз под названием The Power of One на A-F Records в США.
В начале сентября 2017 года группа, в рамках записи нового альбома «Много шума из ничего», заперлась на 11 дней в специально снятом доме. По плану они каждый день сочиняли, записывали и выкладывали по одной новой песне. Полученный материал был объединён в альбом, выпущенный группой самостоятельно в декабре 2017 года под названием «Много шума из ничего: альбом». Среди гостей этого альбома музыканты групп «Порнофильмы», «Тени Свободы», «План Ломоносова», «Смех», Animal ДжаZ, Useless ID и других.
В 2018 году также вышел сплит-альбома с израильской панк-группой Useless ID.
В 2019 году вышел мини-альбом Интернет и боеголовки. а также сплит-альбом с немецкой группой ZSK. под названием Make Rasists Afraid Again / Lie for Lie. В декабре группа также вернулась к сотрудничеству с «Нашествием», выступив хедлайнером второго дня дополнительного фестиваля «Нашествие 2019. 20 шагов в историю» в ДК Горбунова. Это выступление примечательно тем, что стало последним сетом в истории фестиваля на долгое время, так как после этого «Нашествие» ежегодно отменялось.
В 2020 году вышел клип Мой голос, в котором группа выступила против принятия поправок к Конституции, так же из-за пандемии коронавируса было отменено много концертов и фестиваль, и группа несколько раз давала он-лайн концерты.
В 2020-21 годах вышел альбом 15 в двух частях. В 2020 году альбом — 15 (…И ничего кроме правды), а в 2021 году вторая часть 15, часть 2: Худым и злым.
В сентябре 2021 года, к 30-летию группы, состоялся релиз сборника «BesТ! 30», в который вошли 30 tracks (2CD), включая дуэты разных лет. Чтобы максимально исключить пересечения с трек-листом сборника к 25-летию, некоторые песни в новом сборнике представлены или в альтернативных (когда-либо раньше они не издавались), или в live-версиях.
13 февраля 2022 года «Тараканы!» выступили с хедлайнерским сетом на московском фестивале «Типа панки и всё такое», что оказалось последним выступлением группы.
6 апреля 2022 года группа объявила о прекращении деятельности.

## Состав группы

### Последний состав
- Дмитрий Спирин — бас-гитара (1991—1993); вокал (1993—2022); гитара (на концертах, 2005)
- Сергей Прокофьев — барабаны (1998—2005, 2008—2022)
- Александр Пронин — бас-гитара (2012—2022)
- Игорь Рыбин — гитара (2019—2022)

#### Концертные участники
- Павел Попов — гитара (2021—2022)

### Бывшие участники
- Дмитрий Воробьёв — гитара (1991—1993)
- Денис Рубанов — барабаны (1991—1997)
- Юрий Ленин — вокал (1991—1992)
- Денис Петухов — вокал, клавишные (1992—1993)
- Алексей «Архип» Ахмелеев — бас-гитара (1992)
- Дмитрий Самхарадзе — гитара (1993)
- Александр Потапов — бас-гитара (1994—1995)
- Владимир Родионов — гитара (1995—1996)
- Сергей Золотарёв — бас-гитара (1995—1996)
- Алексей Соловьёв — бас-гитара (1996—2005)
- Роман Шахновский — гитара (1996—1997)
- Максим Беляев — гитара (1997)
- Константин Дементьев — барабаны (1997—1998)
- Александр Голант — гитара (1998—2000, 2008—2009)
- Дмитрий Кежватов — гитара (2000—2005, 2017—2021)
- Денис Бурим — гитара (2005—2008)
- Евгений Ермолаев — бас-гитара (2005—2008)
- Сергей Батраков — барабаны (2005—2008)
- Денис Хромых — гитара (2008—2012)
- Андрей Шморгун — бас-гитара (2008—2012)
- Василий Лопатин — гитара (2010—2019)
- Николай Богданов — бас-гитара (2011, 2012)
- Николай Стравинский — гитара (2011, 2012—2017)

#### Бывшие концертные участники
- Алексей Сахаров — барабаны (1998)
- Дмитрий Талашов — клавишные (2008)
- Сергей «Чупэ» Метель — гитара (2000)
- Леонид Кинзбурский — барабаны (2013)

### «Кутузовский проспект»
- Дмитрий Воробьёв — гитара (1989—1991); вокал (1989—1990)
- Денис Рубанов — бас-гитара (1989—1990); барабаны (1990—1991)
- Александр Потапов — барабаны (1989—1990); бас (1990—1991)
- Дмитрий Пронин - гитара (1989-1991)
- Юрий Ленин — вокал (1990—1991), гитара (1990)
- Денис Сизов — бас-гитара (1991)

## Дискография
| - 1992 — Duty Free Songs - 1995 — Best Before… - 1997 — Украл? Выпил?! В тюрьму!!! - 1998 — Посадки нет - 2000 — Попкорм (Мы научили мир сосать) - 2002 — Страх и ненависть - 2003 — Улица Свободы - 2004 — Ракеты из России - 2006 — Властелины Вселенной - 2008 — Unplugged Unlimited — акустический альбом - 2009 — Бой до дыр - 2013 — MaximumHappy I - 2013 — MaximumHappy II - 2016 — Сила одного - 2017 — Много шума из ничего: альбом - 2020 — 15 (…И ничего кроме правды) - 2021 — 15, часть 2: Худым и злым | Мини-альбомы - 2009 — Сколько денег у Бога - 2010 — Собачье сердце - 2011 — Спасибо тебе! - 2019 — Интернет и боеголовки Сплит-альбомы - 2001 — Punk This Town / Реальный панк? (with SOBUT) - 2005 — Davai, Давай! (with Scream of the Presidents) - 2006 — Если парни объединятся (with Distemper) - 2010 — Тараканы! + Кирпичи — Сплит концерт - 2018 — Among Other Zeros and Ones (with Useless ID) - 2019 — Make Racists Afraid Again / Lie for Lie (with ZSK) Концертные альбомы - 1999 — Это жизнь - 2003 — А мы уже рубим! - 2007 — 15 лет — Острые когти - 2014 — MaximumHappy Live - 2016 — Солидный панк-рок для солидных господ - 2017 — Larger Than… LIVE: 25th Anniversary Show |

## Видеография

### Видеоклипы
| 1990-е - 1995 — Don’t Come - 1998 — Personal Jesus - 1998 — Поезд в сторону Арбатской - 1999 — Панк-рок песня | 2000-е - 2000—365 дней - 2003 — Гимн демократической молодёжи мира - 2003 — Границы гетто - 2003 — 36,6 - 2004 — Тишина — это смерть - 2006 — Верните ХТС на танцпол - 2006 — Кто-то из нас двоих - 2007 — Я смотрю на них - 2009 — Два по сто - 2009 — Новости этой минуты | 2010-е - 2010 — То, что не убивает тебя - 2011 — Просто быть нормальным - 2011 — Собачье сердце - 2012 — Я смотрю на них. 10 лет спустя - 2012 — Спасибо тебе! - 2013 — Мешки с костями - 2013 — Пять слов - 2013 — Любовь со 101 взгляда - 2014 — Плохие танцоры - 2014 — Пойдём на улицу! - 2015 — Что я могу изменить? - 2016 — Ложь за ложь - 2016 — За тех, кто в меньшинстве - 2016 — Ну хватит о политике! - 2016 — Сила одного - 2016 — Между первым вдохом и последним выдохом - 2017 — Спутник связи - 2017 — Вечный кайф - 2017 — Hummus to Russia - 2018 — Lie For Lie - 2018 — Демоны внутри меня - 2019 — Дезертир из армии зла - 2019 — Жизнь слишком коротка (чтобы её проебать как все) - 2019 — Военная тревога | 2020-е - 2020 — Мой голос - 2020 — Дурная башка - 2020 — Побег из Шоушенка - 2021 — Громче грома - 2021 — Прокрастинаторы - 2021 — Прокрастинаторы All Star - 2021 ― Три ампулы морфина |

### Концертные DVD
- 2004 — А мы уже рубим!
- 2007 — Крепкие зубы
- 2016 — Солидный панк-рок для солидных господ
- 2017 — Larger Than… LIVE: 25th Anniversary Show

### Фильмы
| Год  |     | Название                        | Роль                     |
| ---- | --- | ------------------------------- | ------------------------ |
| 2007 | с   | Счастливы вместе                | камео                    |
| 2009 | ф   | Грим                            | Имя персонажа не указано |
| 2013 | кор | Нет выхода. Нет меня            | в роли самих себя        |
| 2014 | док | Панк против!                    | в роли самих себя        |
| 2014 | кор | Младший сын                     | Камео                    |
| 2015 | док | Москва-Питер. В поисках счастья | в роли самих себя        |
| 2015 | док | Переверни пластинку!            | в роли самих себя        |

## Активизм
Музыканты группы «Тараканы!» активно поддерживают общественные инициативы по защите животных, снимая видеообращения и участвуя в акциях таких организаций, как «Всемирный фонд дикой природы», «Голоса за животных» и других. В песнях и интервью музыканты активно выступают за отказ от использования в пищу мяса животных.
- В 1996 году группа становится участником «Учитесь плавать»: движения альтернативных музыкантов против тяжёлых наркотиков, фашизма, расизма.
- В 1998 году «Тараканы!» предприняли «антинаркотический» тур с бесплатным входом по московским школам, две недели давая концерты для старшеклассников, одновременно рассказывая о вреде тяжёлых наркотиков.
- В 1999 году «Тараканы!» инициируют серию аудио-сборников и фестивалей «Типа панки… и всё такое!», направленных на поддержку начинающих панк, панк-хардкор групп.
- В 2000—2001 годах «Тараканы!» активно участвуют в благотворительных мероприятиях[43], организованных российским некоммерческим фондом «Нет алкоголизму и наркомании», в том числе выступая в ряде акций, направленных на борьбу с распространением СПИДа.
- В 2005 году «Тараканы!» выступили на благотворительном концерте в поддержку музыкантов панк-групп «ТушкА», «Тени Свободы» и Elpiscas, пострадавших от нападения нацистов[44].
- «Тараканы!» постоянно сотрудничают с благотворительным фондом AdVita («Ради жизни»), который помогает детям и взрослым больным раком, а также регулярно участвуют в концертах, организованных в поддержку благотворительного фонда БЭЛА «Дети-бабочки», который занимается всесторонней помощью детям с буллёзным эпидермолизом, а также в поддержку фонда «Настенька», созданным для помощи детям, находящимся на лечении в НИИ детской онкологии.
- В 2012 году «Тараканы!» организовали благотворительную рок-ярмарку «Собачье сердце», вся выручка от которой пошла в помощь московским бездомным; выступили с концертом в НИИ скорой помощи им. Н. В. Склифосовского в поддержку акции «Мы одной крови», направленной на привлечение слушателей к добровольному донорству крови.
- В 2017 году «Тараканы!» поддержали социальную акцию «Продукты в глубинку», в помощь обеспечения продуктами пожилых и малоимущих людей; приняли участие в благотворительной программе «Кислород», направленную на помощь людям, больным муковисцидозом.
- В 2020 году «Тараканы!» поддержали кампанию против поправок к Конституции, выпустив клип «Мой голос».